# Genève Internationale Lufthavn
Genève Internationale Lufthavn (IATA: GVA, ICAO: LSGG) er en lufthavn i Schweiz. Den er beliggende 5 km nordvest for centrum af Genève. 
Lufthavnens nordlige grænse løber langs den schweizisk-franske grænse, og lufthavnen kan tilgås fra begge lande. Passagerer på flyvninger til eller fra Frankrig behøves ikke at gå gennem de schweiziske told- og immigrationsmyndigheders kontroller, hvis de forbliver i den franske del af lufthavnen. Godstransport er også tilgængelige fra begge lande, hvilket gør Genève til et EU fragtknudepunkt selvom Schweiz ikke er medlem af EU. Lufthavnen er placeret delvist i kommunerne Meyrin og Le Grand-Saconnex.
International Air Transport Association har deres europæiske hovedkontor i lufthavnen, og Airports Council International har deres internationale hovedsæde placeret her.
I 2012 betjente lufthavnen 13.899.422 passagerer og havde 192.944 start- og landinger, hvilket gjorde den til landets anden travleste efter Zürich Lufthavn.

## Historie
Lufthavnen blev åbnet i 1919 som en simpel foranstaltning. Fra 1926 til 1931 blev alle træskure fjernet, og erstattet af bygninger opført i beton. På det tidspunkt var der en lille mængde af lufttrafik med blandt andet Lufthansa. I 1930 var der i alt seks flyselskaber der i alt servicerede syv ruter ud af Genève. I 1937 opførte man den første landingsbane af beton, og året efter havde Swissair, KLM, Lufthansa, Air France, Malev, AB Aerotransport, Alpar og Imperial Airways trafik fra stedet.
Under 2. verdenskrig forbød de schweiziske myndigheder alle flyvninger fra Schweiz. I 1945 blev landingsbanen udvidet til 1.200 m og samme år blev myndighederne enige om at opføre den første lufthavnsterminal i Genève. Terminalen stod færdig i 1946, og året efter var man færdig med endnu en forlængelse af landingsbanen, så den nu var 2.000 meter lang. Terminalen fra '46 er den der i 2013 blev benyttet som Terminal 2.
Swissair blev første selskab til at lancerer en rute til New York, da de i 1947 lettede fra Genève med et Douglas DC-4 fly. Den 17. juli 1959 landede det første jetfly i Genève, da et Caravelle-fly fra Scandinavian Airlines satte hjulene på landingsbanen. 11 år senere var amerikanske TWA første selskab med et Boeing 747 fly i lufthavnen.

## Galleri
- Terminal 1
- Terminal 2
- Fly på forpladsen.
- EasyJet Switzerland har hub i lufthavnen.